# Helsingør Idrætsforening
La Helsingør Idrætsforening, conosciuta anche come Helsingør IF, è una società sportiva danese fondata a Helsingør nel 1899. 
La società sportiva ha quattro sezioni: atletica leggera, ginnastica, pallamano e calcio.

## Storia
La società ha una delle migliori squadra di pallamano del paese, sia a livello maschile che femminile. La sezione calcistica invece si è fusa con varie realtà locali nel 2005 per dare origine al FC Helsingør.

## Calcio

### Storia
La sezione calcio esordisce nella massima serie nel campionato 1934-1935, retrocedendo in cadetteria due stagioni dopo.
Ritorna a giocare nella massima serie nella stagione 1940-1941, rimanendovi sino al 1945.
La sezione calcistica si è fusa nel 2005 con il Helsingør FC, Frem Hellebæk IF, Vapnagaard FK72 ed il Snekkersten IF per dare origine all'Elite 3000, divenuto nel 2012 FC Helsingør.
La squadra rimane attiva a livello giovanile.

## Pallamano
La sezione di pallamano della società è stata una delle più vincenti della Danimarca. La sezione femminile si è aggiudicata tre campionati, oltre che raggiungere la finale della Coppa dei Campioni 1963-1964.
La sezione maschile ha vinto cinque campionati.